# 탈라만카쌀쥐
탈라만카쌀쥐(Transandinomys talamancae)는 비단털쥐과 안데스횡단쌀쥐속에 속하는 설치류이다. 코스타리카부터 에콰도르 남서부, 베네수엘라 북부 지역까지 분포한다. 해발 최대 1,525m 지역의 저지대 숲에서 서식한다. 몸무게 38~74g의 중형 크기의 쌀쥐이다. 털은 부드럽고 상체는 불그스레한 색부터 갈색을 띠며, 하체는 흰색부터 담황색까지 띤다. 꼬리는 윗 부분은 진한 갈색이며 아랫 부분은 연한 색을 띠고, 귀와 발은 길다. 수염이 아주 길다. 두개골 뼈의 부리 부분은 길고 뇌머리뼈는 낮다. 염색체 수는 34개부터 54개까지 다양하다.